# Рареш Іліє
Рареш Андрей Іліє (рум. Rareș Andrei Ilie, нар. 19 квітня 2003, Бухарест, Румунія) — румунський футболіст, атакувальний півзахисник французького клубу «Ніцца».

## Ігрова кар'єра

### Клубна
Рареш Іліє є вихованцем футбольної школи бухарестського «Рапіда». 5 вересня 2020 року у віці 17 років Рареш дебютував у першій клубній команді. В тому ж сезоні він допоміг клубу посісти друге місце у Другому дивізіоні й підвищитися в класі. 18 липня 2021 року Іліє провів свою першу гру у вищому дивізіоні чемпіонату Румунії.
14 липня 2022 року стало відомо про перехід футболіста до французького клубу «Ніцца». А вже за три дні контракт оформили офіційно. 7 серпня 2022 року Іліє зіграв першу гру у складі «Ніцци» в чемпіонаті Франції. Того ж сезону румунський півзахисник зіграв свої перші матчі в єврокубках — у в плей-офф Ліги Європи.
Другу половину сезону 2022/23 Іліє провів в оренді в ізраїльському «Маккабі» (Тель-Авів). У червні 2023 року Іліє знову був відправлений в оренду — у швейцарську Суперлігу у клуб «Лозанна-Спорт». По завершенню терміну оренди, влітку 2024 року Іліє повернувся до складу «Ніцци».

### Збірна
З 2021 року Рареш Іліє є гравцем молодіжної збірної Румунії.